# Amphipyra
Amphipyra är ett släkte av fjärilar som beskrevs av Ferdinand Ochsenheimer 1816. Amphipyra ingår i familjen nattflyn.

## Dottertaxa tillAmphipyra, i alfabetisk ordning[1][2]
- Amphipyra acheron
- Amphipyra albisquama
- Amphipyra alpherakii
- Amphipyra anophthalma
- Amphipyra apicalis
- Amphipyra apyra
- Amphipyra atronitens
- Amphipyra baloghi
- Storringat buskfly Amphipyra berbera
- Amphipyra brayi
- Amphipyra brunneoatra
- Amphipyra cancellata
- Amphipyra carbonita
- Amphipyra carriolata
- Amphipyra centralichinae
- Amphipyra chalcoptera
- Amphipyra charon
- Amphipyra conjuncta
- Amphipyra conspersa
- Amphipyra corvina
- Amphipyra costiplaga
- Amphipyra cupreata
- Amphipyra cupreina
- Amphipyra cupreipennis
- Amphipyra cuprior
- Amphipyra deleta
- Amphipyra distincta
- Amphipyra erebina
- Amphipyra frivaldskyi
- Amphipyra fusca
- Amphipyra glabella
- Amphipyra grisea
- Amphipyra infuscata
- Amphipyra inornata
- Amphipyra insignis
- Amphipyra jankowskii
- Amphipyra latilinea
- Amphipyra lineata
- Svart buskfly Amphipyra livida
- Amphipyra luciola
- Amphipyra lutescens
- Amphipyra magna
- Amphipyra marginata
- Amphipyra melaleuca
- Amphipyra melanostigma
- Amphipyra micans
- Amphipyra molybdea
- Amphipyra monolitha
- Amphipyra murreensis
- Amphipyra navicularis
- Amphipyra nigrescens
- Amphipyra obliquilimbata
- Amphipyra obscura
- Amphipyra pallida
- Amphipyra pallidior
- Amphipyra parvula
- Poppelbuskfly Amphipyra perflua
- Amphipyra postpallida
- Amphipyra problematica
- Pyramidbuskfly Amphipyra pyramidea
- Amphipyra pyramidina
- Amphipyra pyramidoides
- Amphipyra reducta
- Amphipyra repressus
- Amphipyra restricta
- Amphipyra sanguinipuncta
- Amphipyra satinea
- Amphipyra schrenckii
- Amphipyra scotophila
- Amphipyra sergii
- Amphipyra stix
- Amphipyra striata
- Amphipyra strigata
- Amphipyra styx
- Amphipyra submicans
- Amphipyra subrigua
- Amphipyra surnia
- Amphipyra svenssoni
- Amphipyra tetra
- Treprickigt buskfly Amphipyra tragopoginis
- Amphipyra tragopogonis
- Amphipyra trilineata
- Amphipyra tripartita
- Amphipyra turcomana
- Amphipyra ulmea
- Amphipyra unicolor
- Amphipyra uniformis
- Amphipyra variegata
- Amphipyra venata
- Amphipyra virgata
- Amphipyra yama

## Bildgalleri

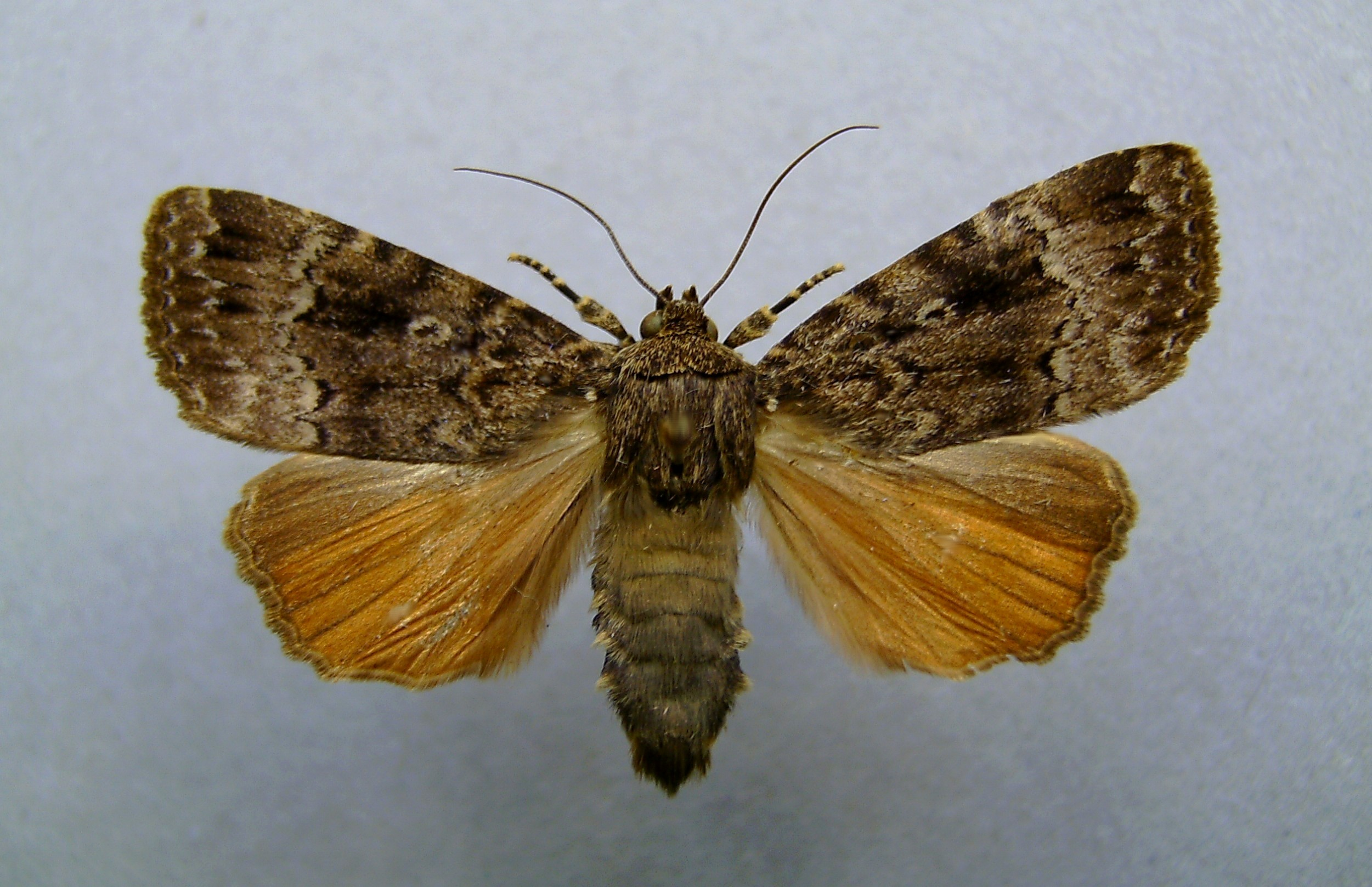
Amphipyra berbera
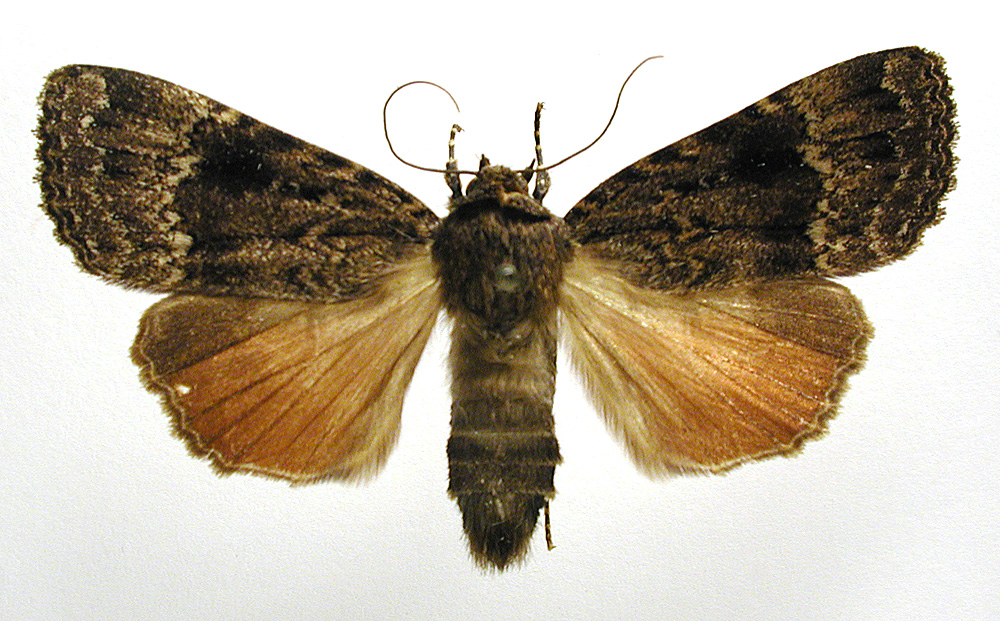
Amphipyra pyramidea
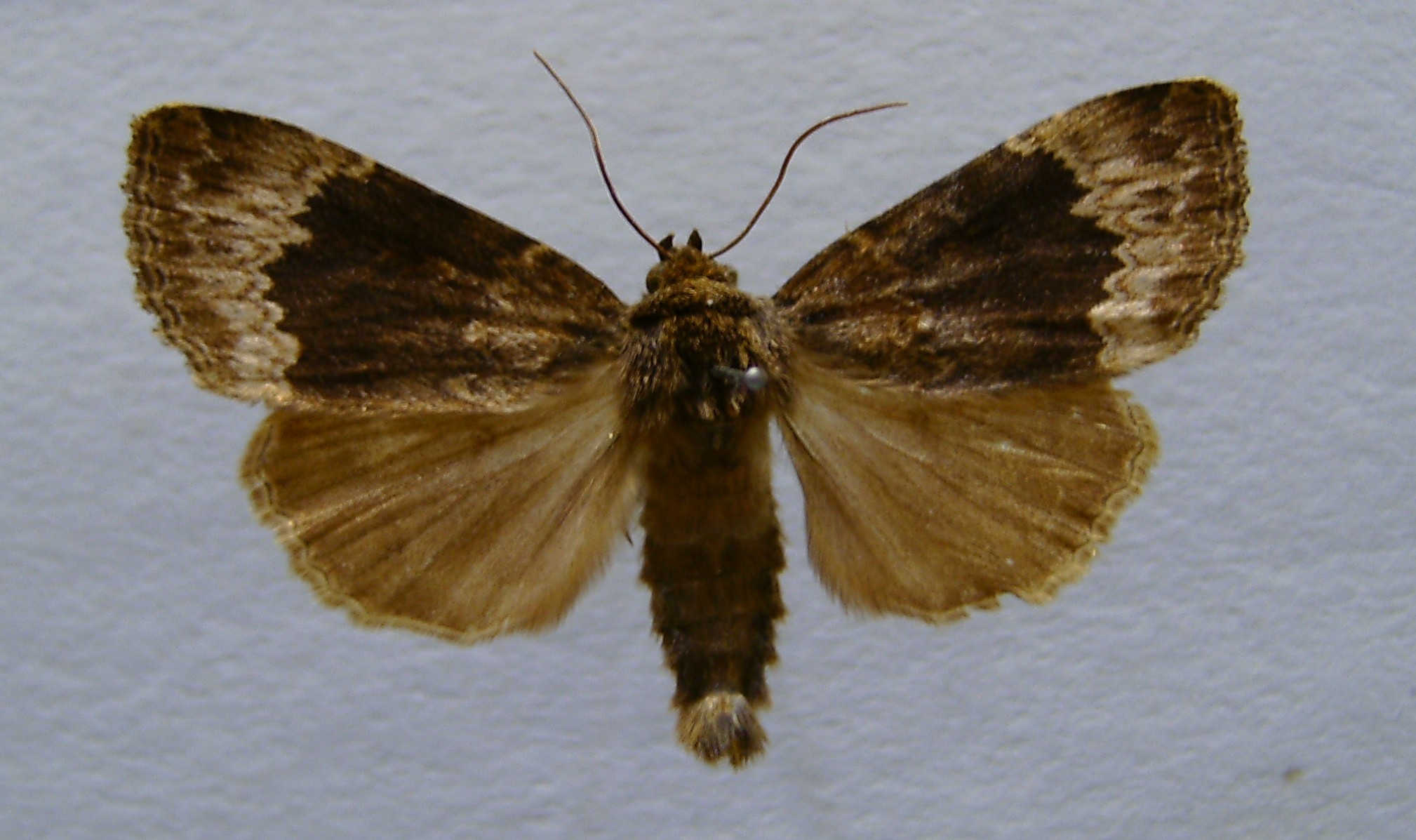
Amphipyra perflua
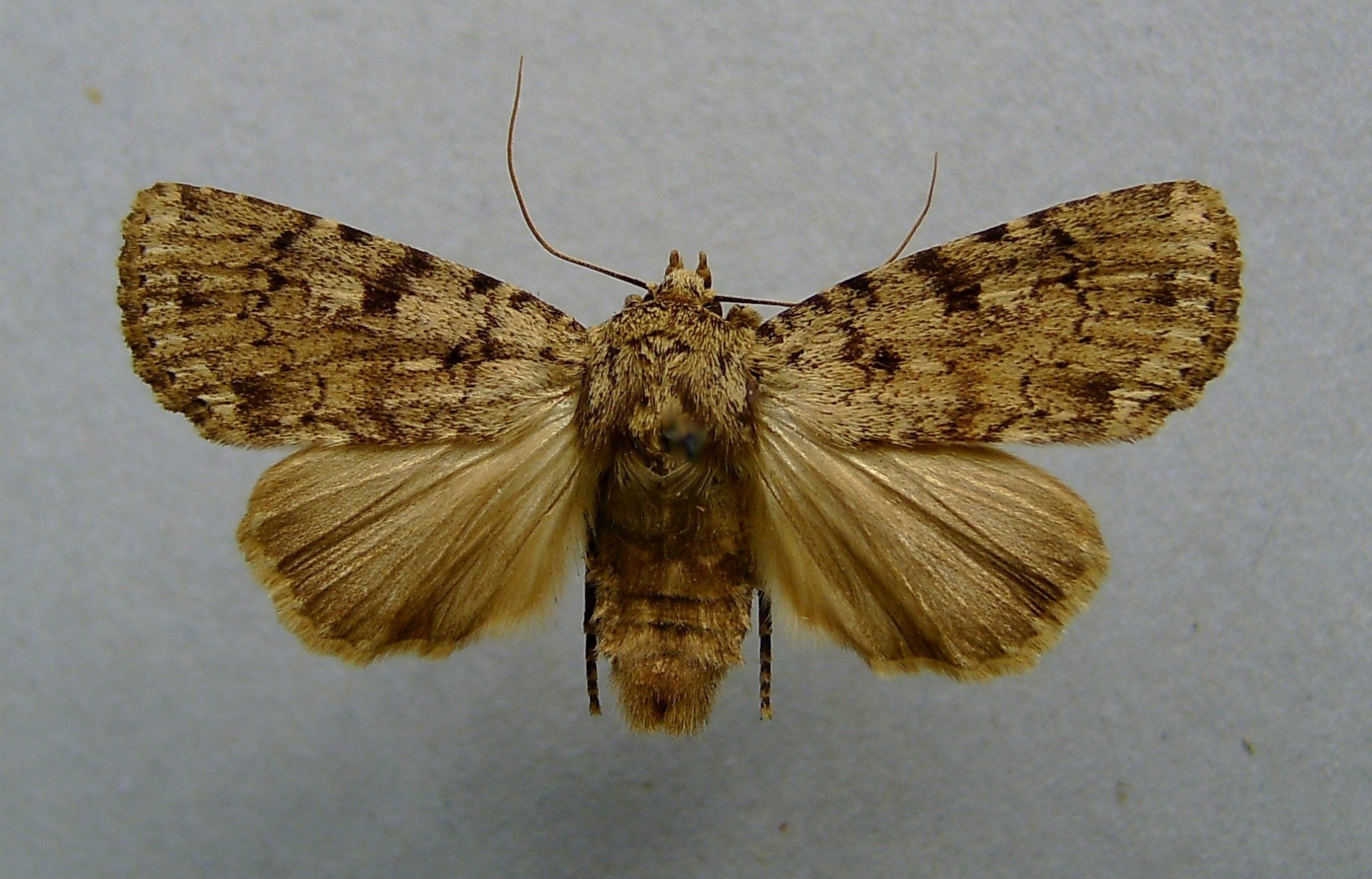
Amphipyra effusa
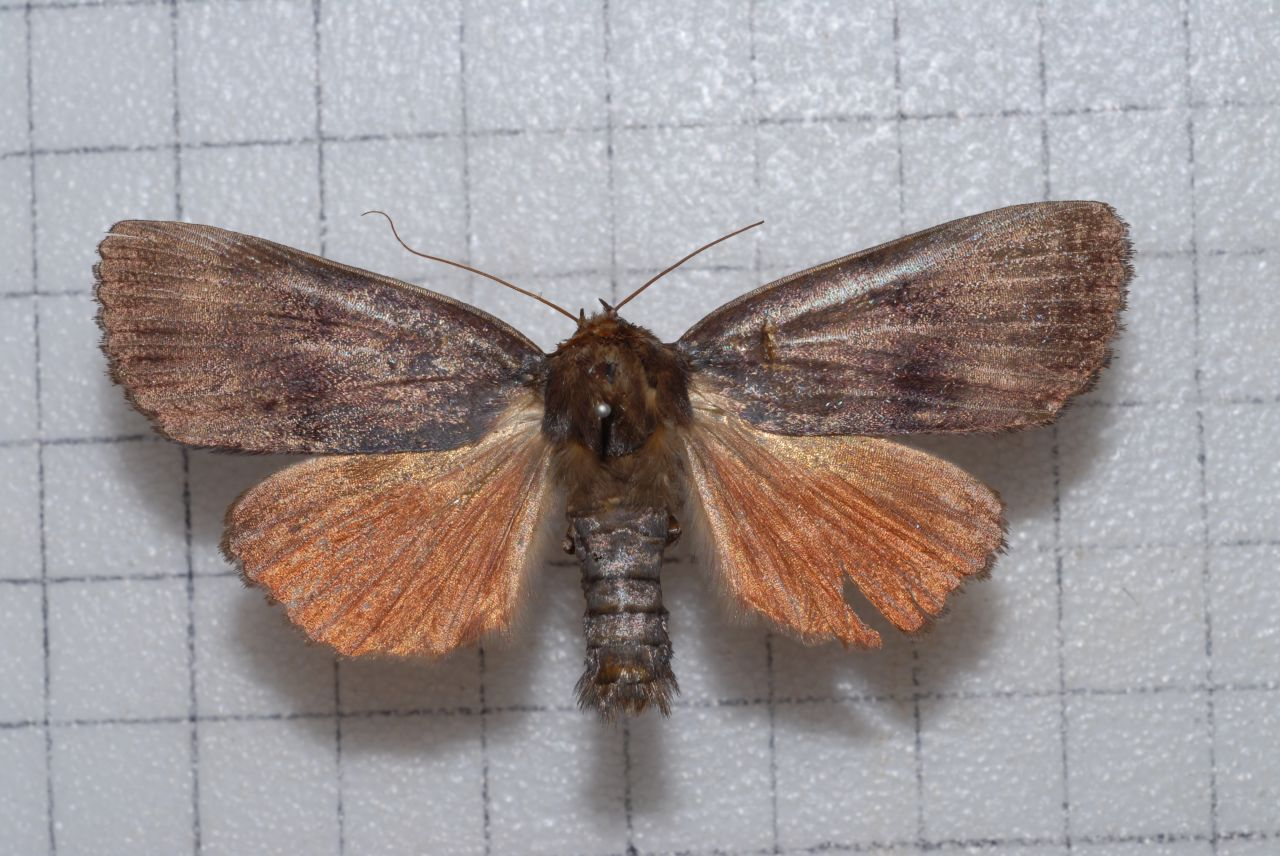
Amphipyra fuscusa
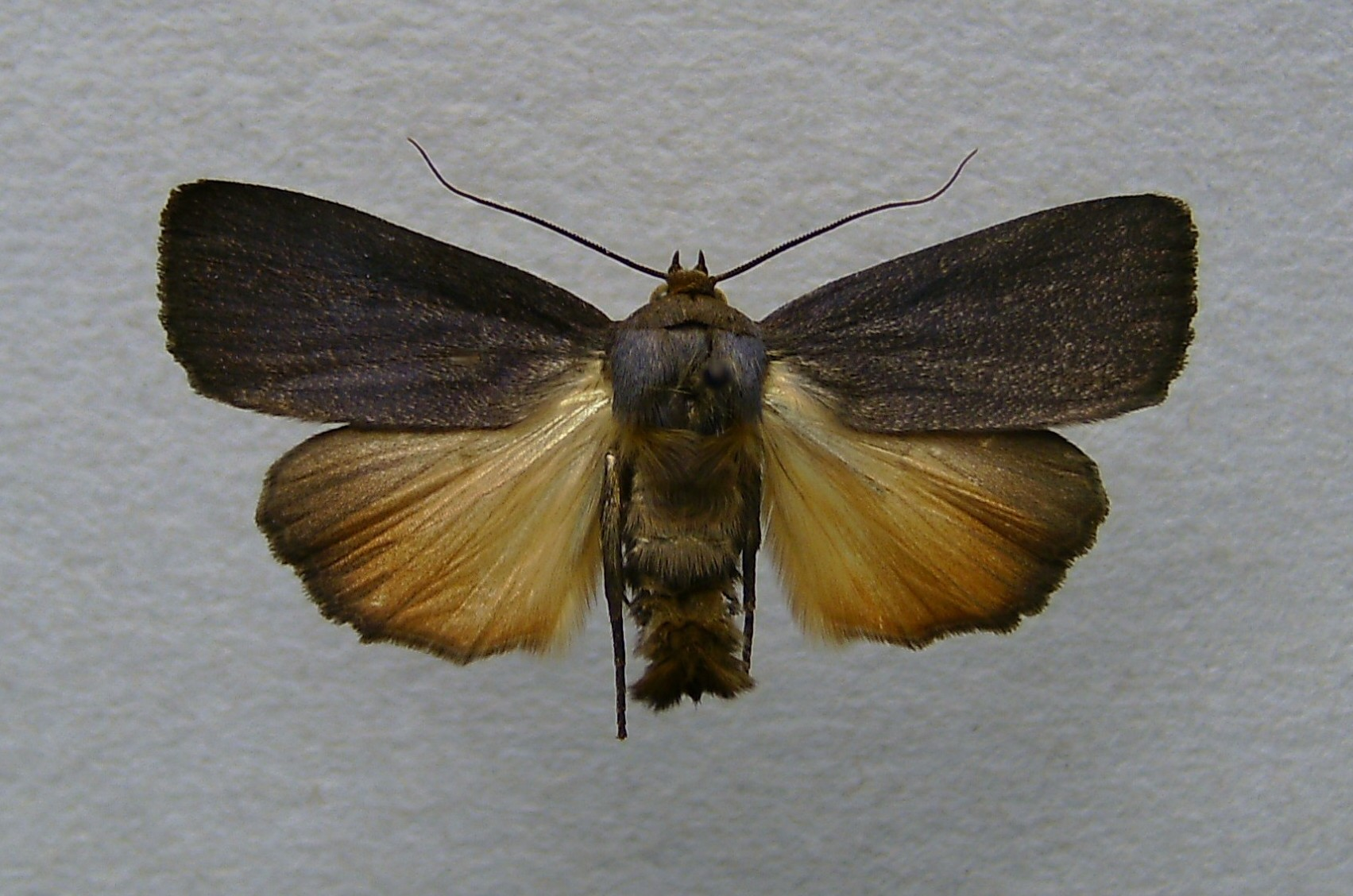
Amphipyra livida
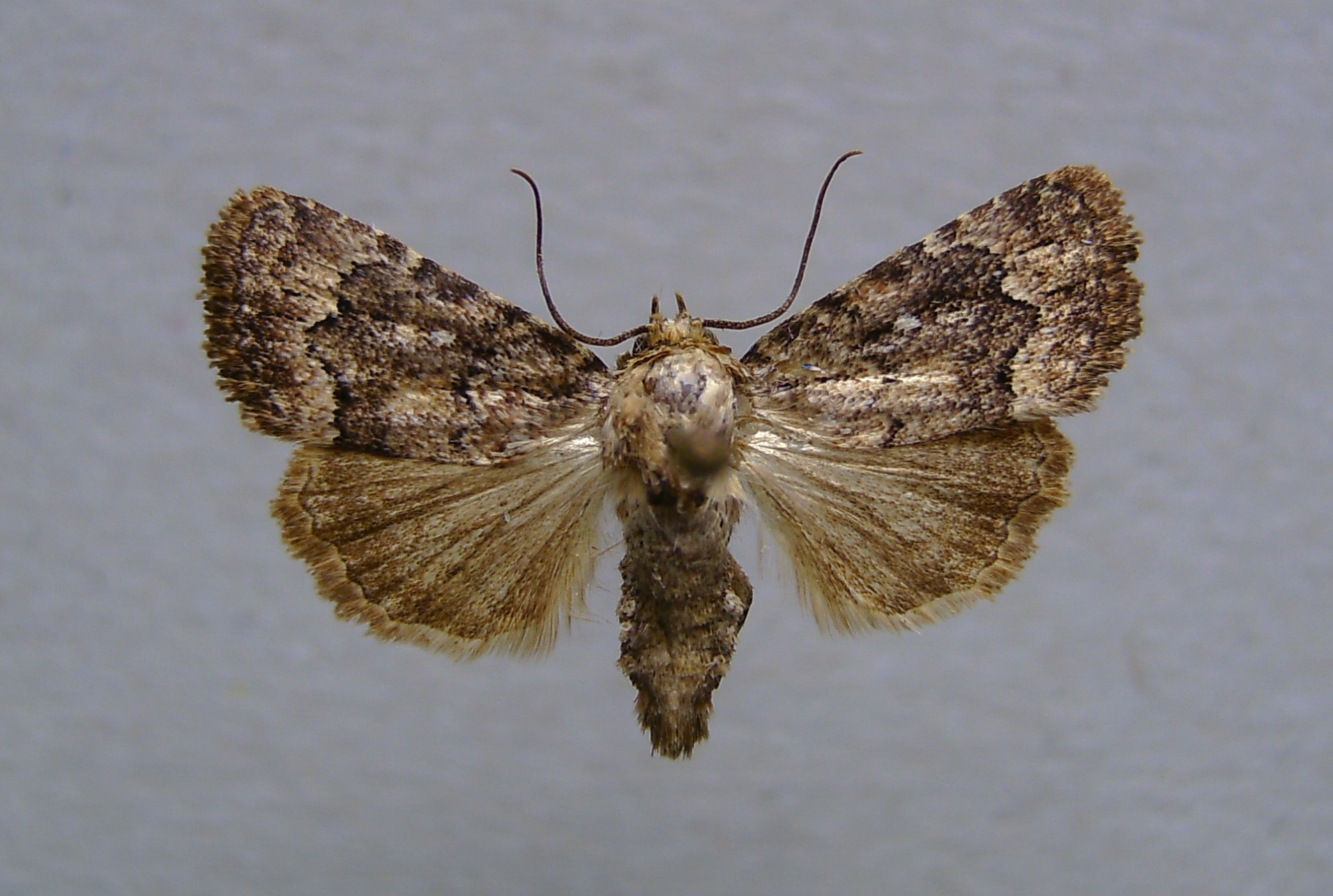
Amphipyra micans
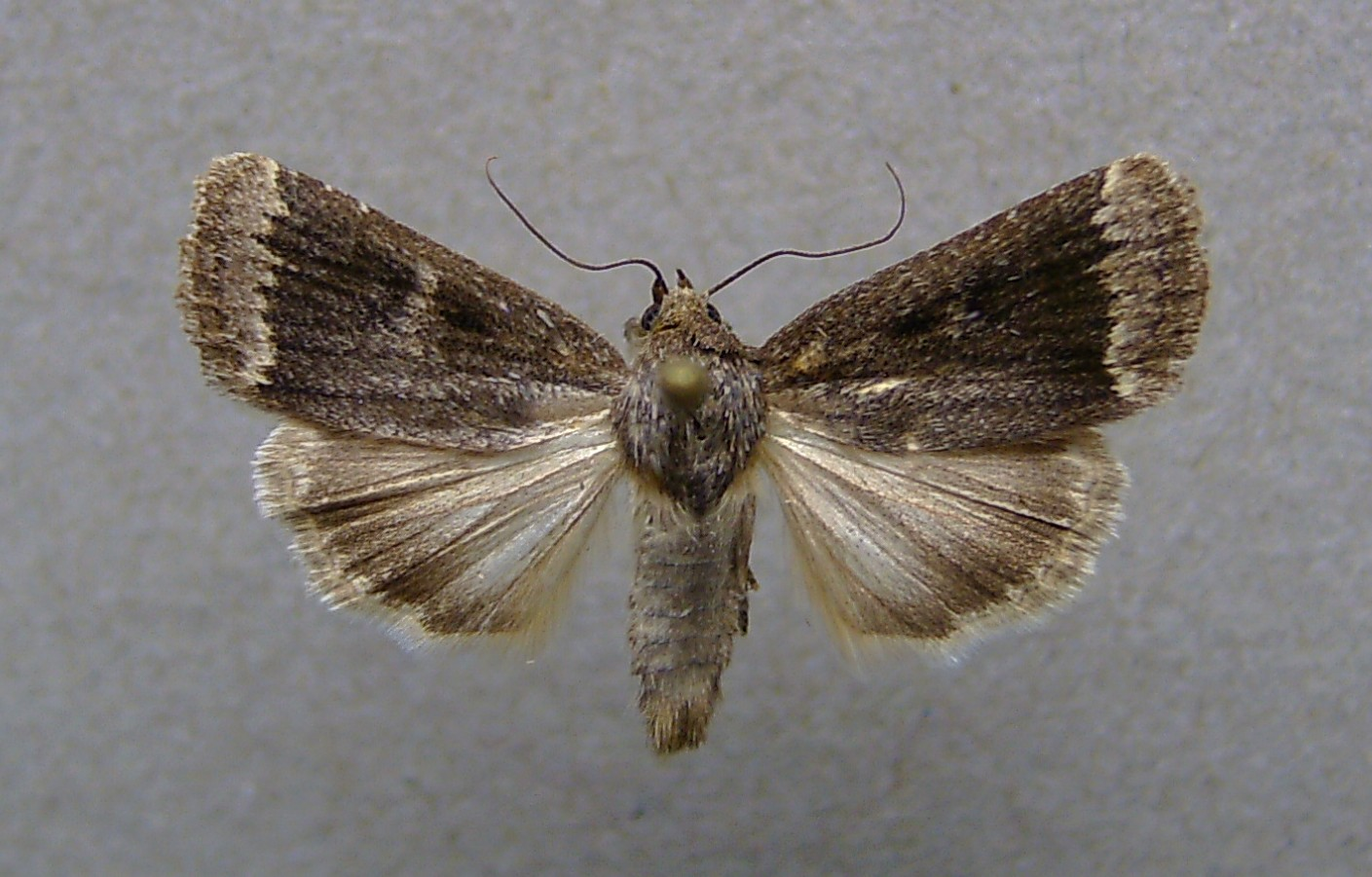
Amphipyra stix
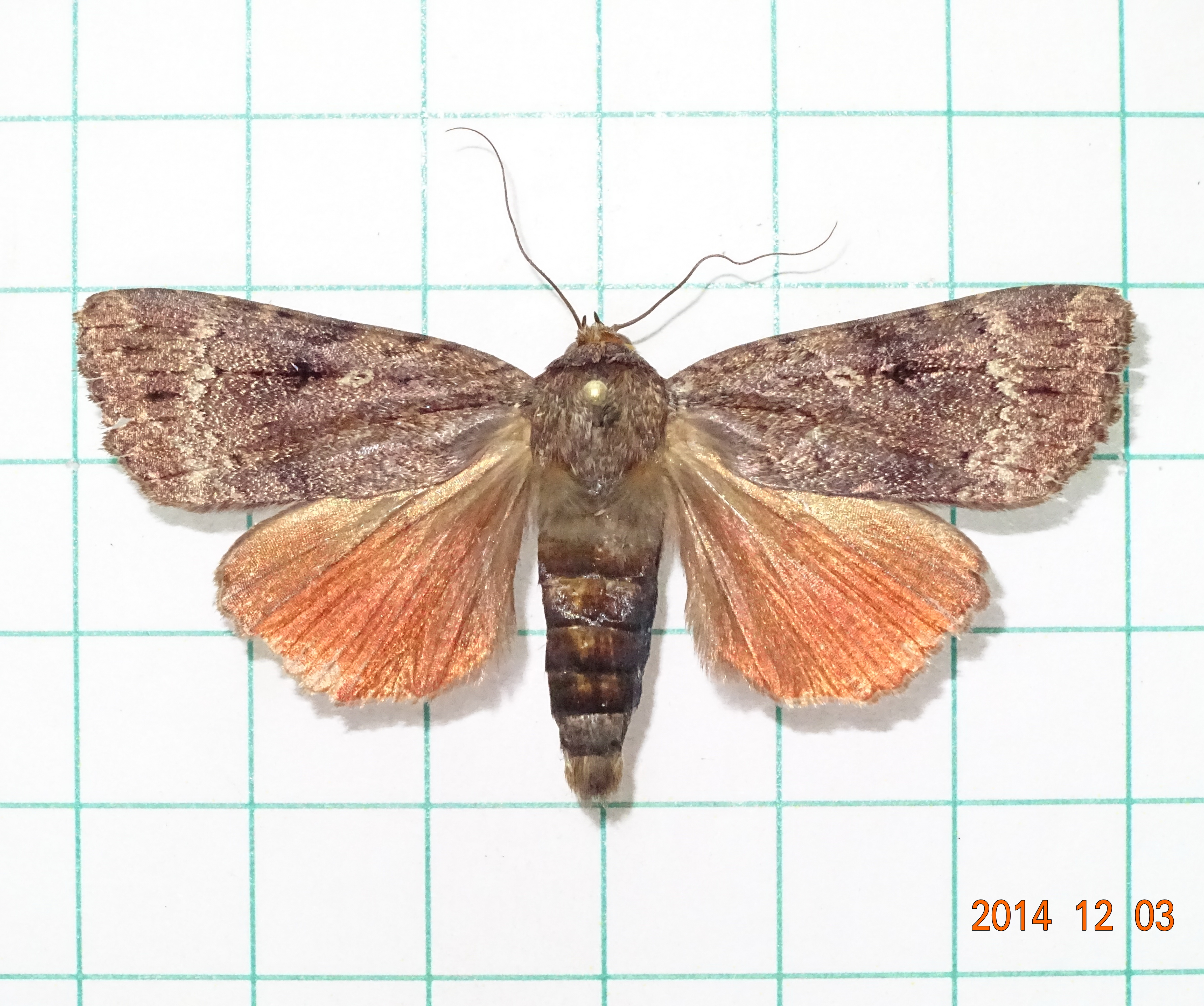
Amphipyra monolitha
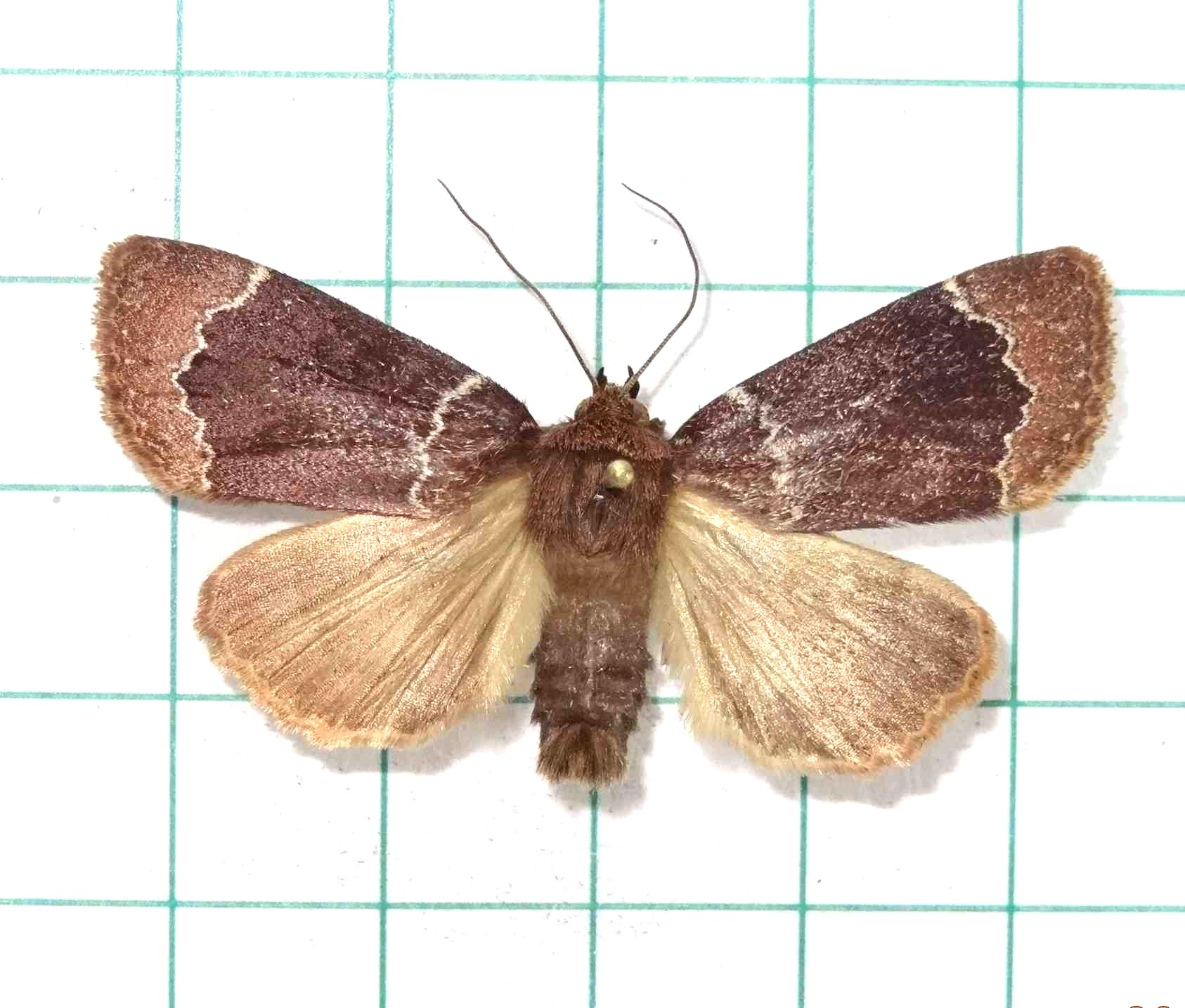
Amphipyra shryshana
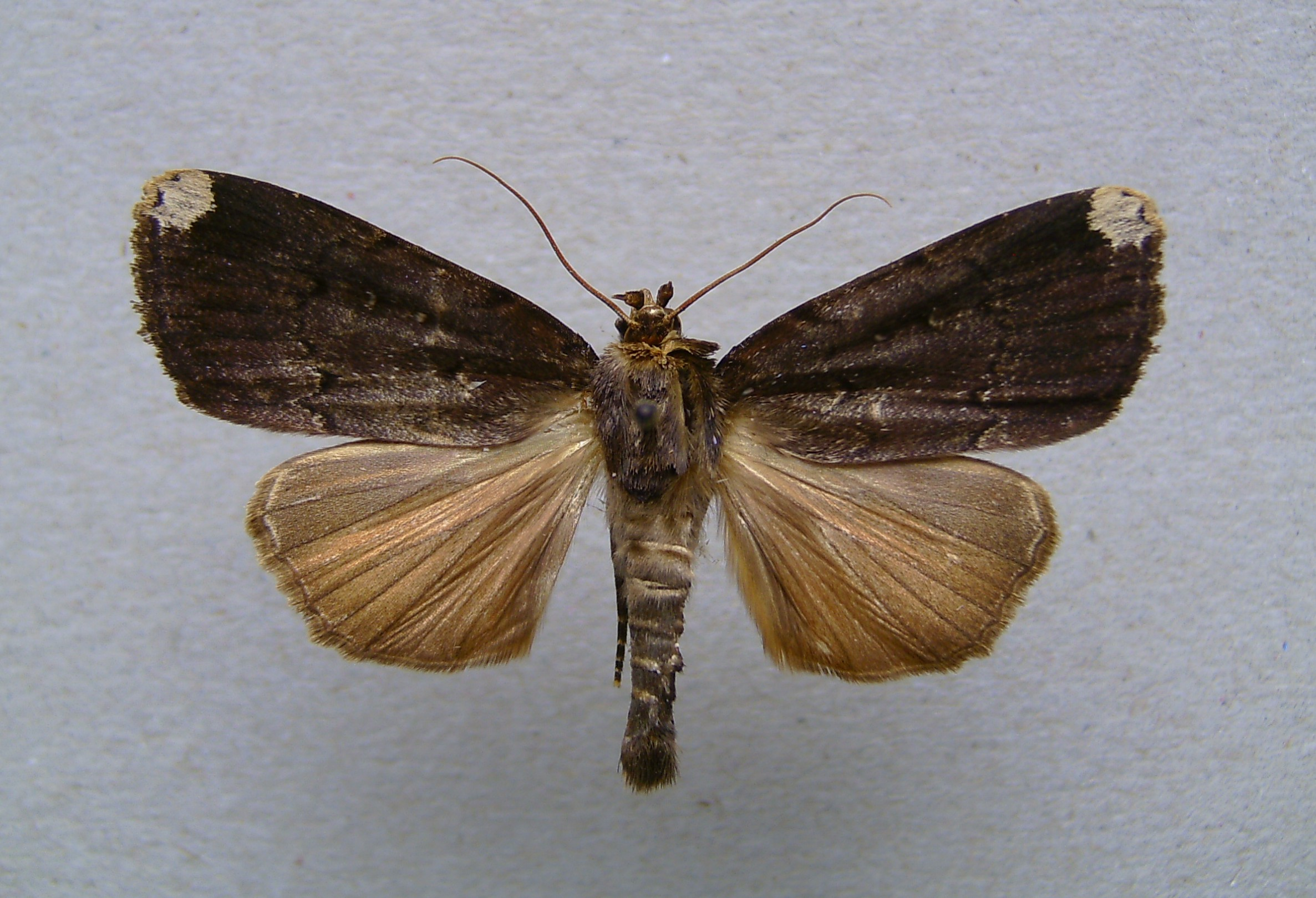
Amphipyra schrenkii
Amphipyra averna
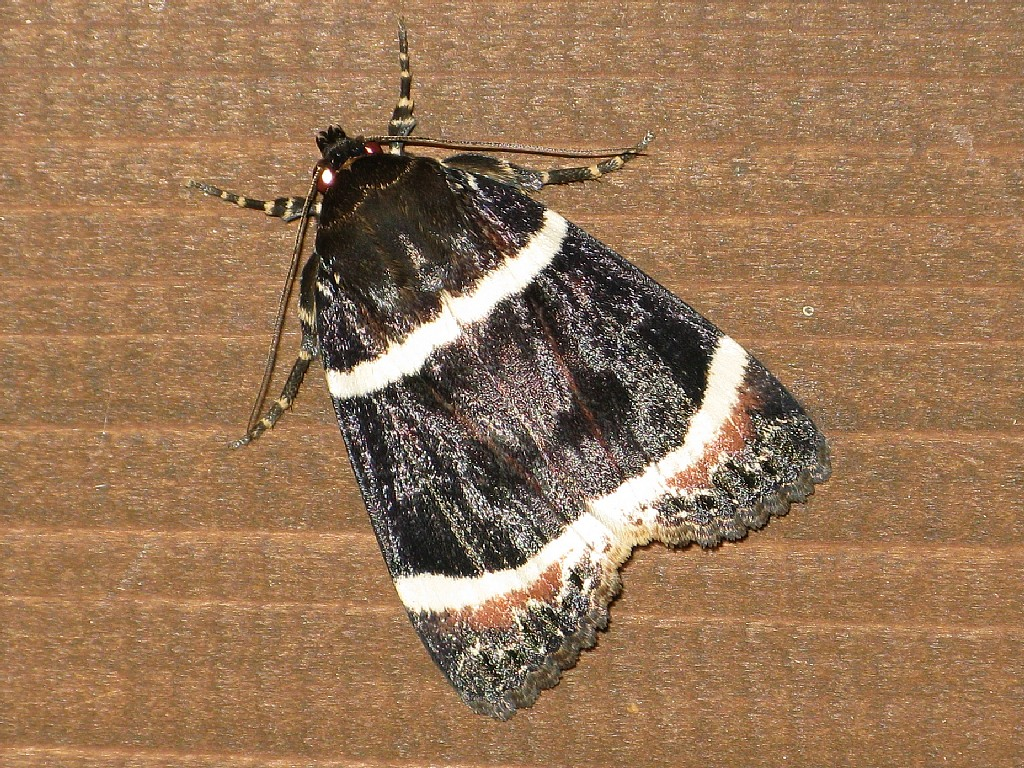
Amphipyra tripartita
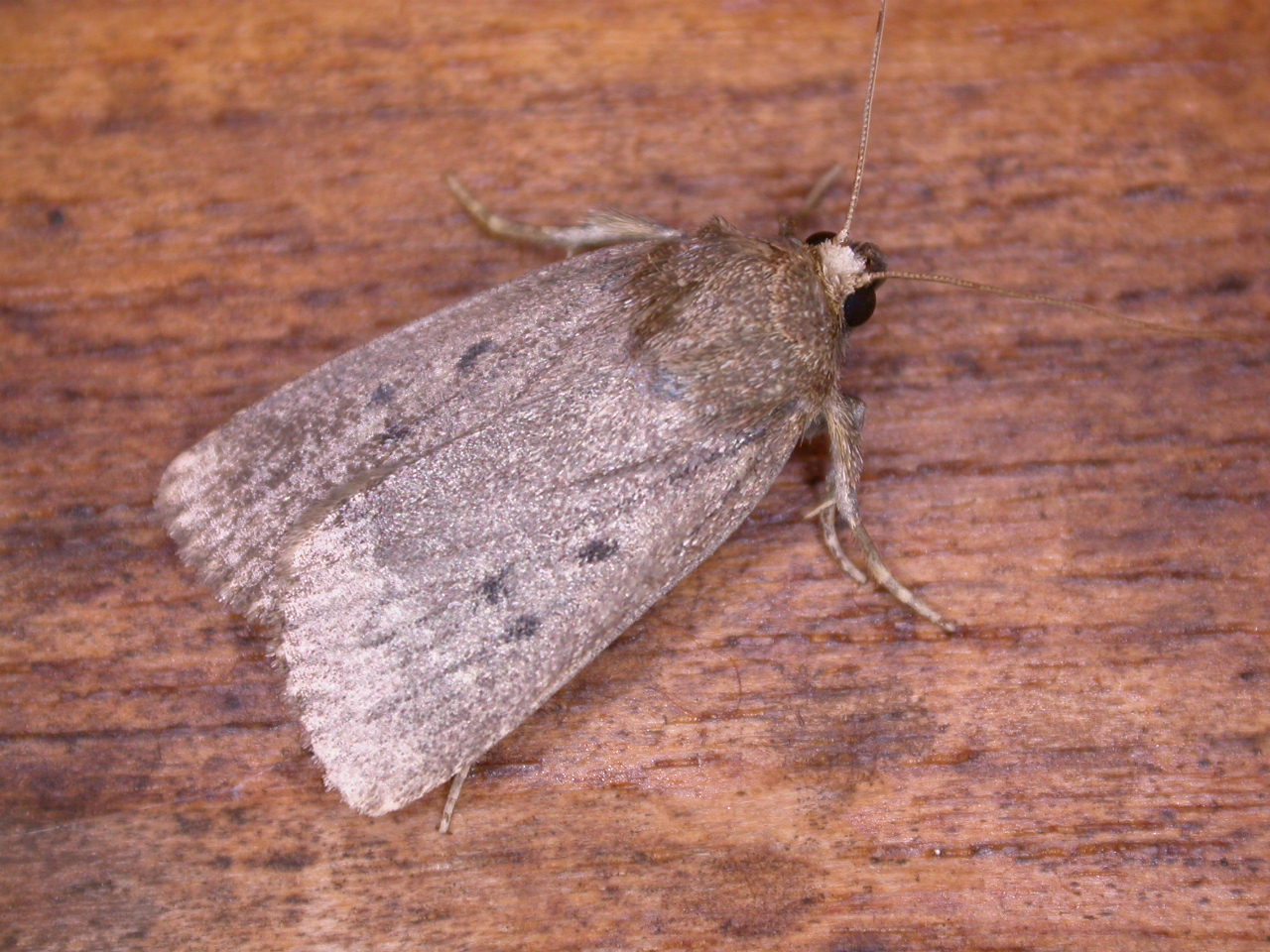
Amphipyra tragopoginis
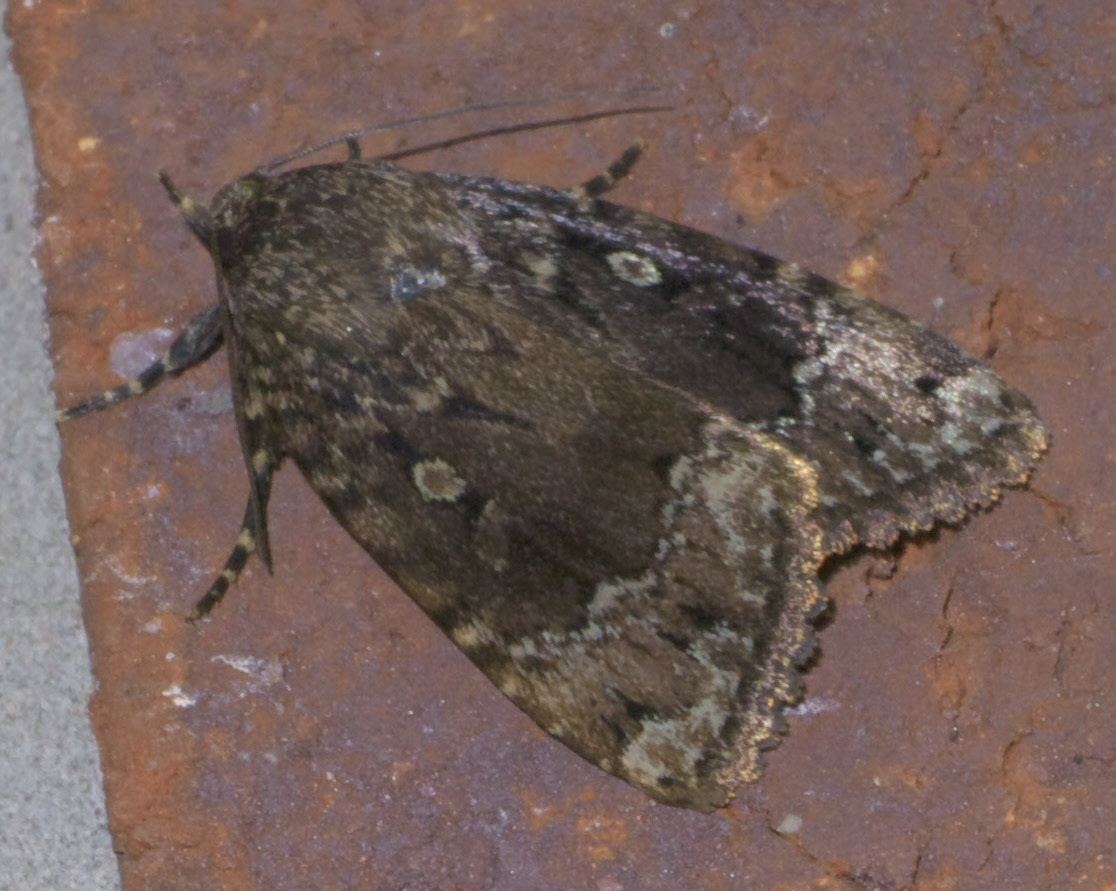
Amphipyra pyramidoides

### Larvae

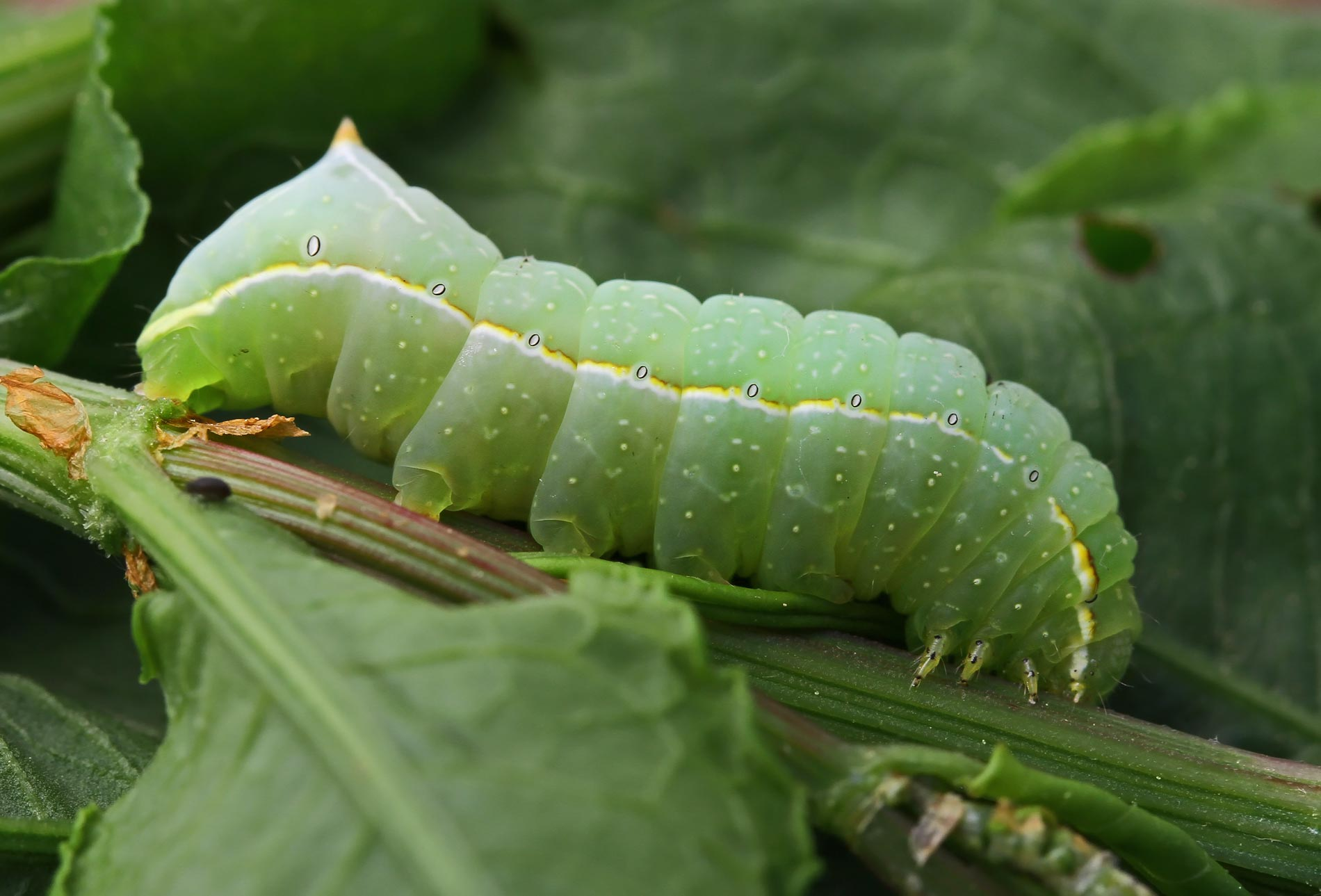
Amphipyra berbera
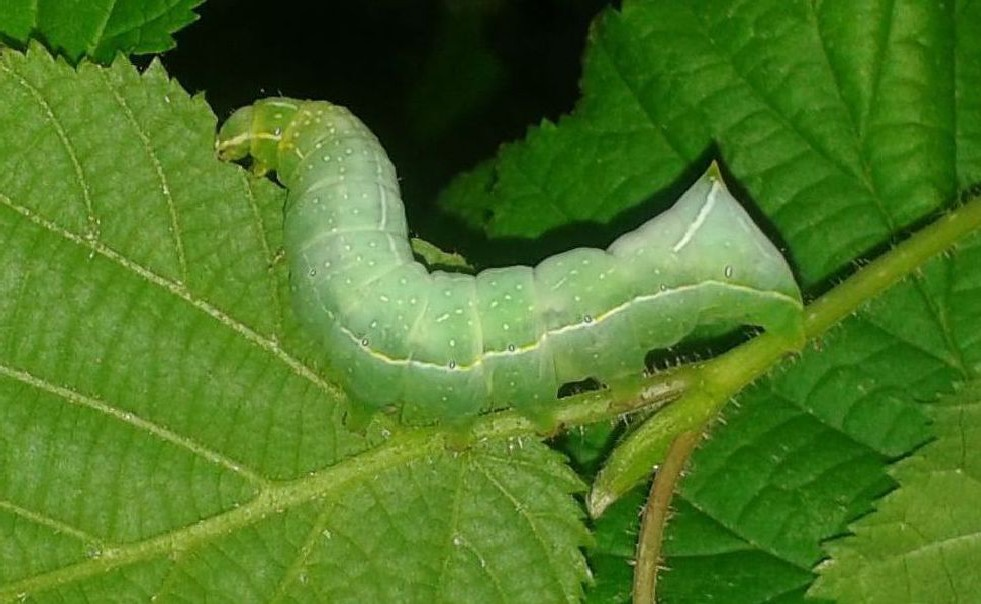
Amphipyra pyramidea
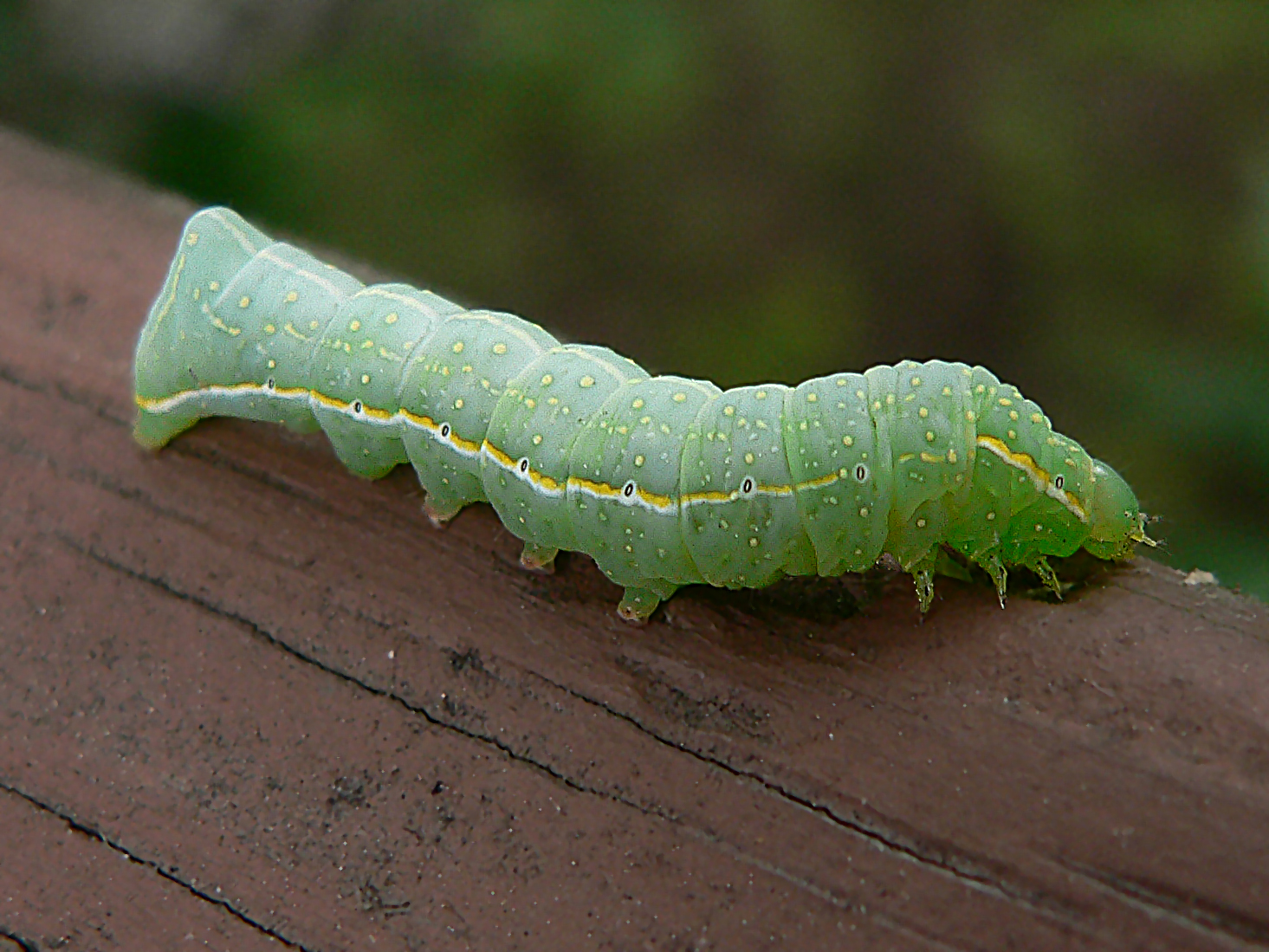
Amphipyra pyramidoides